# كرايغ باريت
كرايغ باريت (بالإنجليزية: Craig R. Barrett)‏ هو مهندس أمريكي، ولد في 29 أغسطس 1939 في سان فرانسيسكو في الولايات المتحدة.

## وصلات خارجية
- كرايغ باريت على موقع الموسوعة البريطانية (الإنجليزية)
- كرايغ باريت على موقع مونزينجر (الألمانية)
- كرايغ باريت على موقع إن إن دي بي (الإنجليزية)